# 55 Cancri c

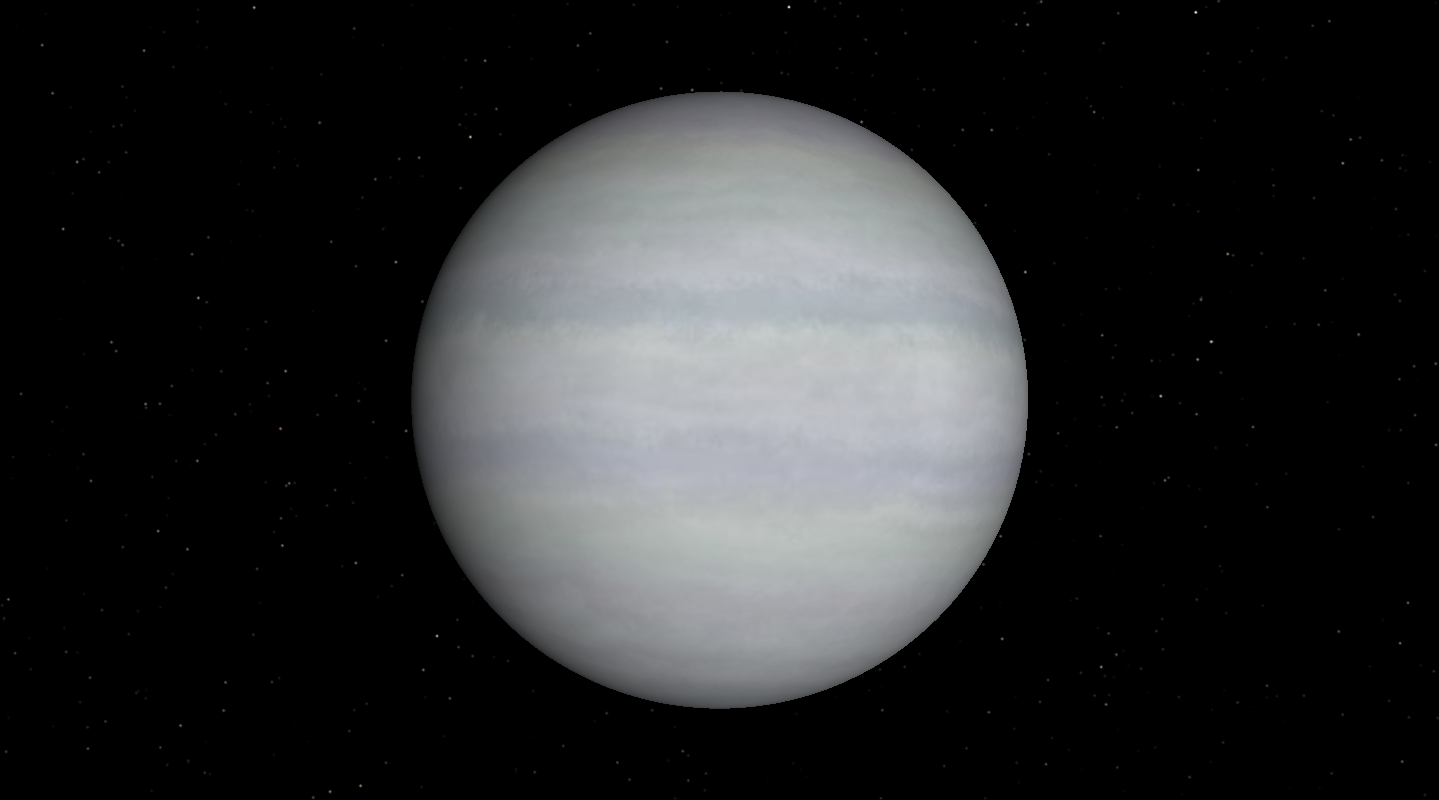
Impressão artística do planeta.

55 Cancri c (abreviado de 55 Cnc c) é um dos 5 exoplanetas já descobertos que órbita a estrela binária "55 Cancri". Está em 3ª posição em relação à distância da sua estrela.[carece de fontes?]
Tem uma massa semelhante à de Saturno e pensa-se que seja um gigante gasoso sem superfície sólida.[carece de fontes?]